# The Late Show with Stephen Colbert
The Late Show with Stephen Colbert es un late night-talk show estadounidense presentado por Stephen Colbert, el cual se estrenó el 8 de septiembre de 2015. Producido por Spartina Productions y CBS Television Studios, The Late Show with Stephen Colbert es la segunda iteración de la franquicia de la CBS Late Show. Stay Human, dirigido por el líder del grupo Jon Batiste, actúa como la banda del programa.
El programa es grabado en el Teatro Ed Sullivan en Nueva York; a diferencia de su predecesor durante su década final, los episodios nuevos se producen cinco noches a la semana (como tal, The Late Show y su principal competidor de NBC The Tonight Show Starring Jimmy Fallon son los únicos late night talk shows diarios que se producen y emiten los viernes), los cuales se emiten a las 11:35 p. m. de lunes a viernes.
The Late Show se ha mantenido como el programa de entrevistas nocturno de mayor audiencia en EE. UU. durante siete temporadas consecutivas hasta 2023, marcando la racha ganadora más larga en la historia de la franquicia sobre sus competidores; desde 2019, superó a The Tonight Show en audiencia demográfica clave.

## Desarrollo

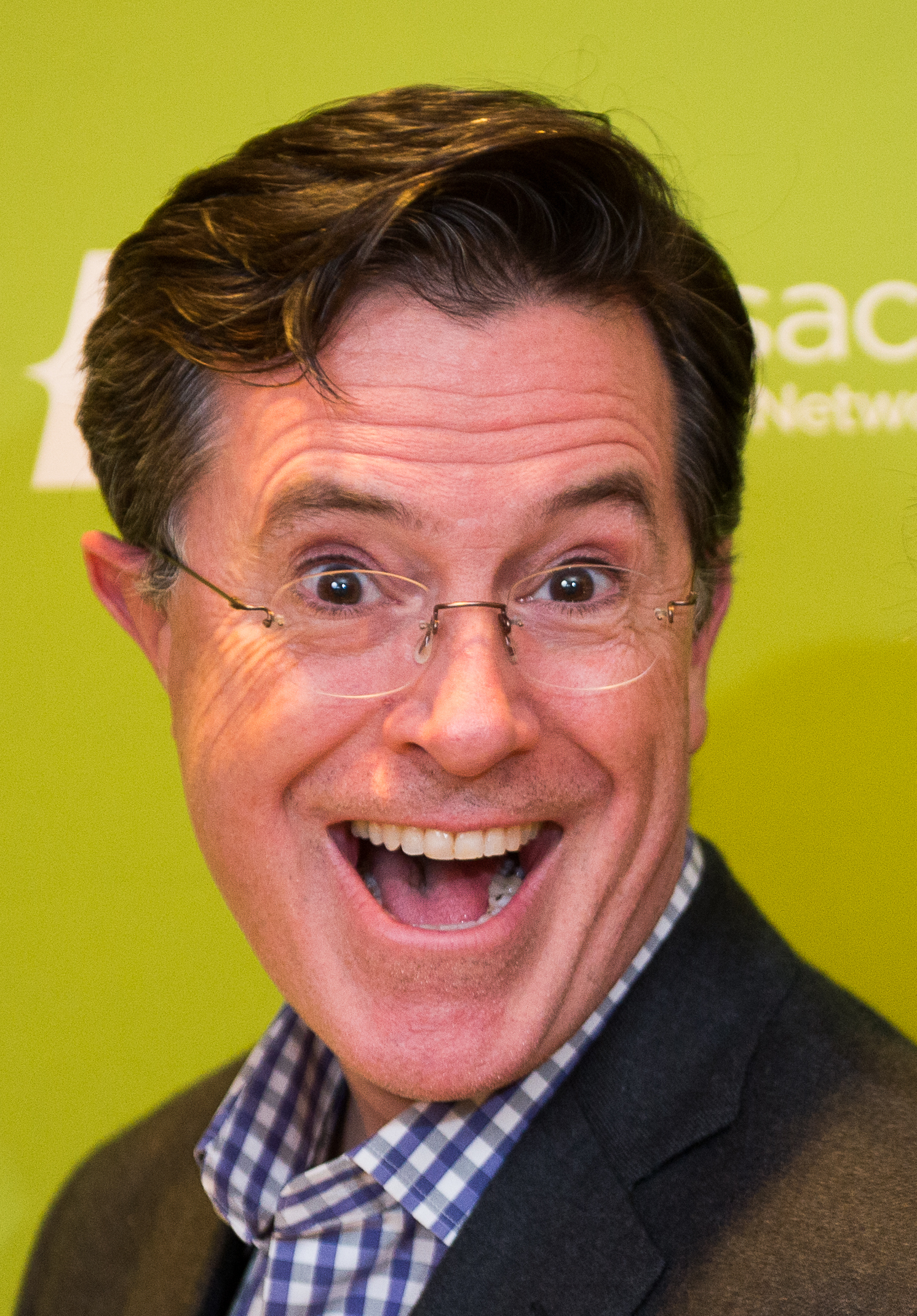
Stephen Colbert presentaba su propio programa satírico, el cual ganó seis Premios Emmy, en Comedy Central de 2005 a 2014.

Antes de que Colbert asumiera las riendas del programa, David Letterman llevaba 22 años siendo el presentador del Late Show desde su llegada a CBS en 1993. CBS no había tenido un late night show regular durante gran parte de su existencia anterior a ese momento, con una excepción (Pat Sajak Show en 1990) entre 1972 y la llegada de Letterman. Letterman, quien se había unido a CBS después de trabajar para NBC presentando durante 11 años Late Night y no haber conseguido ser el sucesor de Johnny Carson en The Tonight Show fue en un principio competitivo contra su rival, The Tonight Show with Jay Leno; aun así su programa sufrió una bajada de audiencias durante la década de los 90 y los 2000.
Según la página TV by the Numbers, en febrero de 2013 Letterman mantenía una media de 3.1 millones de espectadores cada día durante la temporada de 2012-13 Un año después, la audiencia media había bajado a 2.8 millones. Late Show también tenía una de las audiencias más viejas de entre el resto de programas, lo cual podría haber sido la causa de la decisión de CBS de escoger a un reemplazo más joven para competir con The Tonight Show Starring Jimmy Fallon y el programa de la ABC Jimmy Kimmel Live! En adición, el anterior programa de Colbert fue bien recibido entre los universitarios y la demográfica de hombres jóvenes 18-34, las cuales son las principales audiencias a las que va dirigida la programación del late-night.
El 3 de abril de 2014, Letterman anunció que se retiraba, con su último programa siendo programado para el 20 de mayo de 2015. El 10 de abril de 2015 CBS anunció a Stephen Colbert como el sucesor de Letterman, firmandole a un acuerdo contrato de 5 años. En contraste con el anterior programa de Colbert The Colbert Report, en el que interpretaba a una versión ficticia del mismo, Colbert presenta el programa como sí mismo. El 23 de abril de 2014, el personaje de Stephen Colbert apareció en The Daily Show para anunciar que claramente había ganado la televisión y que terminaría The Colbert Report porque ya había alcanzado su objetivo. Esto ocurrió después del anuncio de que el personaje no aparecería en el nuevo programa.
Varios estados intentaron convencer a CBS para mover la producción del programa a sitios como Los Ángeles o Connecticut. El 24 de julio de 2014 CBS anunció que Late Show se quedaría en el Teatro Ed Sullivan en Nueva York. Jonathan Batiste fue elegido como líder de la banda el 4 de junio de 2015, junto con su propia banda Stay Human sucediendo a la CBS Orchestra.

### Promoción
En anticipación al estreno del programa, se creó una presencia en línea para The Late Show en junio de 2015, incluyendo cuentas nuevas en redes sociales, un pódcast y una aplicación para el móvil. Durante el resto del verano se siguieron subiendo vídeos y contenido a las respectivas cuentas. El 1 de julio de 2015 Colbert presentó una edición especial de un programa de acceso público en Monroe, Míchigan en el que entrevistó a Eminem.

## Producción

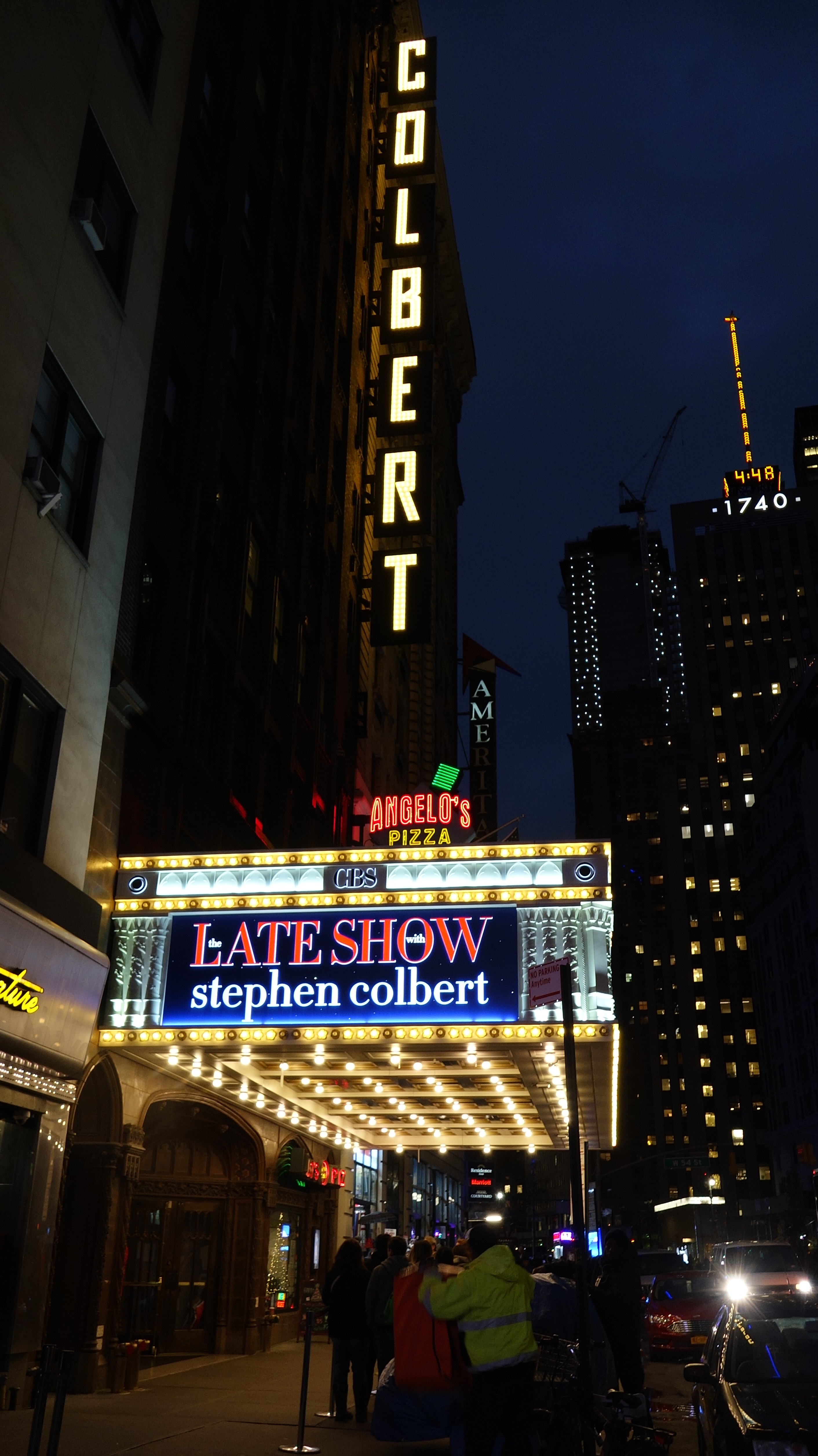
La nueva marquesina del Ed Sullivan Theater

Colbert tiene un control casi completo del programa, con pocas interferencias por parte de la dirección de CBS en lo que se refiere al formato. Colbert se trajo a casi todo su personal de The Colbert Report consigo, como también a nuevos colaboradores como Brian Stack, conocido por su trabajo en los programas de Conan O'Brien, y Jon Stewart, antiguo presentador del programa hermano de The Colbert Report, The Daily Show, quien es acreditado como productor ejecutivo. Colbert ya no usa su antiguo personaje, destacándole en broma a Jeb Bush "Solía interpretar a un conservador narcisista – ahora solo a un narcisista."
El teatro Ed Sullivan sufrió una restauración completa a su esplendor original, en un proceso que empezó el último día de Letterman, incluyendo el descubrimiento del techo del teatro, vidrieras, y la restauración de la araña, debido a los avances tecnológicos que permiten el uso de menos equipamiento de audio y vídeo para cubrir los detalles arquitectónicos del auditorio.
En abril de 2016, el anterior productor ejecutivo de  CBS This Morning, Chris Licht fue designado como nuevo showrunner del The Late Show; CBS había mostrado preocupación de que, aún que se habían mejorado las audiencias en comparación con el período de Letterman, Colbert tenía una presencia en línea muy pobre en comparación a The Tonight Show Starring Jimmy Fallon y The Late Late Show with James Corden. The Hollywood Reporter creyó que la experiencia de Licht en programas de noticias sería una ventaja para complementar los que son los puntos fuertes de Colbert, las noticias y la comedia tópica.
El 17 de julio de 2025, la cadena de televisión anunció que no se va a renovar una temporada más ya que el programa será cancelado en Mayo de 2026, tras más de 1 década, debido a "decisiones financieras con el propósito de no ir demasiado a la competencia en horarios de máxima audiencia"

## Formato
En un principio Colbert empezaba el programa con un cold open y un breve monólogo antes de la secuencia de apertura, la cual usa un efecto diorama de escenas del día y la noche de la Ciudad de Nueva York que hacen que la ciudad parezca un modelo en miniatura. Durante la intro, la voz en off de Jen Spyra anuncia a los invitados de esa noche. Empezando con la emisión del 18 de abril de 2016, la primera bajo el nuevo showrunner Chris Licht, el formato fue modificado para reemplazar el monólogo del cold open con breves skits protagonizados por Colbert y que a menudo incluyen a los invitados de esa noche, seguido por la intro y Colbert entrando en el plató. Empezando con la cobertura de la Convención Nacional Republicana en julio de 2016, se debutó una nueva secuencia de apertura en la que se incluyen escenas nocturnas de Nueva York, incluyendo: El Yankee Stadium, Times Square y el Metro de Nueva York, con los nombres de los invitados superpuestos sobre diferentes zonas de la ciudad. También se han añadido gráficos que recuerdan a la bandera americana, similares a los que se usaban en  The Colbert Report.
El inicio es seguido por un segmento desde el escritorio, en el que se hace un repaso a los titulares, de manera similar al de los informativos o The Colbert Report. El programa también sigue el formato clásico de otros late night shows incluyendo el uso de sketches, entrevistas y actuaciones musicales. La lista de invitados de Colbert incluye un mayor número de políticos y otras personalidades del gobierno que el resto de programas del estilo; en sus dos primeras semanas sus invitados incluyeron visitas de Jeb Bush, Joe Biden, Ban Ki-Moon, Bernie Sanders, Elizabeth Warren, Donald Trump y Ted Cruz.
Hasta la fecha Colbert no ha tenido a ningún miembro de su personal actuando como su compañero en el programa. Mientras que Colbert suele interaccionar con Jon Batiste mientras la banda toca, no mantiene la misma relación que David Letterman tenía con Paul Shaffer o la que tienen otros presentadores con sus colaboradores. Ocasionalmente Colbert trae a alguno de sus productores para que hagan el papel de compañero durante algún segmento.

## Episodios

### Episodios Notables

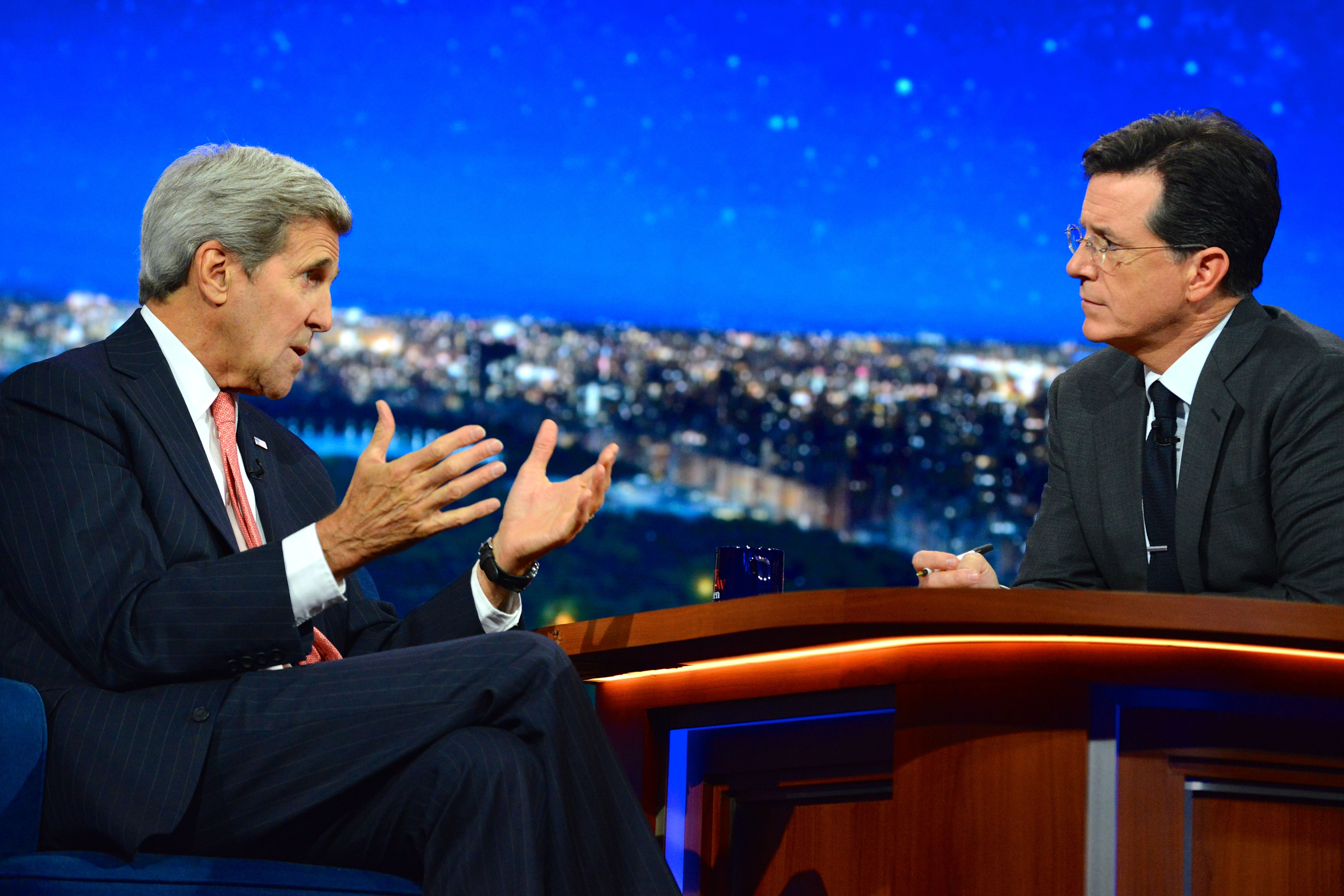
Colbert entrevistando al Secretario de Estado John Kerry

En la premier del programa, Colbert dio la bienvenida al actor George Clooney y al político Jeb Bush, agradeció al antiguo presentador David Letterman y se unió a Mavis Staples y otros muchos músicos para una rendición de la canción "Everyday People" El episodio casi se pierde su primera emisión debido a fallos técnicos. Una de sus primeras entrevistas con el vicepresidente de Estados Unidos Joe Biden recibió buenas críticas.
Después de los atentados de París de noviembre, Colbert dedicó un programa a la ciudad. Se emitió un programa especial con motivo de la Super Bowl 50 en 2016. Con invitados como el Presidente Obama (en un segmento pregrabado), Tina Fey, Margot Robbie, Will Ferrell, y Megyn Kelly.
El 22 de junio de 2016, CBS anunció que se emitirían dos semanas de programas en directo con motivo de las Convenciones Republicana y Democrática. El primero de estos episodios comenzó con un número musical y contó con sketches en los que a Jon Stewart (descubierto recién retirado viviendo en una cabaña) se le cuenta que Donald Trump es el candidato republicano, el antiguo personaje de Colbert es revivido y presenta una edición del segmento The Word sobre el término Trumpiness y se muestra un segmento en el que Colbert visita la convención como unos de sus personajes, Julius Flickerman. Stewart apareció una vez más el jueves siguiente, durante un segmento desde el escritorio en el que criticó a la cadena Fox News poco después del despido de su CEO, Roger Ailes. La actuación de Colbert durante las convenciones fue aclamada por su énfasis en la comedia política que le hizo destacar en The Colbert Report y The Daily Show.

## Emisión en otros países
En Canadá, The Late Show with Stephen Colbert se emite en Global, en simulcast con CBS en la mayoría de las regiones.
En Australia,The Late Show with Stephen Colbert se emite en Eleven seguido por The Late Late Show with James Corden.
En Asia, The Late Show with Stephen Colbert se emite en RTL CBS Entertainment, precediendo a  The Late Late Show with James Corden.
En India y Sri Lanka, The Late Show with Stephen Colbert se emite en STAR World Premiere HD.